# Paul J. Kilday
Paul Joseph Kilday, född 29 mars 1900 i Sabinal, Texas, död 12 oktober 1968 i Washington, D.C., var en amerikansk demokratisk politiker. Han var ledamot av USA:s representanthus 1939–1961.
Kilday avlade 1922 juristexamen vid Georgetown University. År 1939 efterträdde han Maury Maverick som kongressledamot och efterträddes 1961 av Henry B. González.
Kilday tjänsttgjorde som domare vid militärappellationsdomstolen 1961–1967. Han avled 1968 och gravsattes på Arlingtonkyrkogården.